# Д'ялмар Сістерманс
Д'ялмар Сістерманс (Djalmar Sistermans; нар. 20 грудня 1976) — колишній чехословацький тенісист.
Найвищу одиночну позицію світового рейтингу — 669 місце досяг 5 жовтня 1998, парну — 140 місце — 18 березня 2002 року.

## Титули на челленджерах

### Парний розряд: (2)
| Ранг | Дата          | Турнір             | Покриття | Партнер               | Суперники                         | Рахунок       |
| ---- | ------------- | ------------------ | -------- | --------------------- | --------------------------------- | ------------- |
| 1.   | квітень 2001  | Ешпіню, Португалія | Ґрунт    | Вім Нефс              | Херман Пуентес Хайро Веласко мол. | 6–3, 7–6(2)   |
| 2.   | вересень 2001 | Мая, Португалія    | Ґрунт    | Хуан Ігнасіо Карраско | Емануел Коуту Бернардо Мота       | 7–5, 3–6, 7–5 |